# Vetenskapsåret 2002

## Händelser

### Arkeologi
- April - Egyptiska arkeologer har i Zagazig, 6 mil nordost om Kairo hittat en 3,5 meter hög granitbyst, som man tror föreställer drottning Nefertari, hustru till farao Ramses II som i över 60 år styrde Egypten under 1200-talet f.Kr..[1]
- Maj - Den egyptiske arkeologen Zahl Hawass visar en 4 500 år gammal, namnlös, drottninggrav (den 110:e i ordningen) som ett schweiziskt team hittade vid utforskningar av den pyramid som farao Redjedef, son till Cheops, lät bygga.[1]
- Juni - I Sverige meddelas att forskare, som i slutet av maj letade efter vrak i vattnen kring Björkön, funnit en hel skeppskyrkogård med 51 vrak, samt 100 fynd som inte kan identifieras. Då några skepp har lastutrymmen antas de komma från 1700- och 1800-talen.[1]
- Juli - Den franske paleontologen Michel Brunet presenterar ett kranium från en sju miljoner år gammal skalle, hittad i Tchadöknen och kallad Sahelatrophus tachadensis och smeknamnet "Toumai" (som på lokala språket goran betyder "hopp om livet") från en presskonferens att ett planetsystem med 15 planeter runt stjärnan 55 Cancri, upptäckt 15 år tidigare av Geoffrey Marcy och Paul Butler.[1]
- Augusti - I Sverige hittas ett sturskt blickande mansansikte på ett cirka 1 600 år gammalt spänne som en krigare använd på sitt svärdsbälte då arkeologer gräver ut en offerplats vid Finnestorp mellan Vara och Falköping. Spännet kan vara det äldsta porträtt som hittats i Sverige.[1]
- Oktober-  I en okänd 2 000 år gammal egyptisk mumie hittas en papyrusrulle med dikter av greken Posidippus från Makedonien.[2]
- November - Heliga Birgittas relikskrin i Vadstena, Sverige skall för första gången undersökas med modern DNA-teknik. En undersökning 1952 fastslog att det ena kraniet tillhört en kvinna i 60-70-årsåldern, det andra en något yngre kvinna.[2]
- Okänt datum - I boken 1421 påstår Gavin Menzies att Zheng He och hans kinesiska flotta reste till Amerika årtionden före Columbus.

### Astronomiochrymdfart
- Januari - NASA presenterar bilder tagna av röntgenteleskopet Chandra, med bilder ur Vintergatans centrum där stjärnornas livslängd är kortare än i de utkanter Solsystemet finns.[1]
- 19 februari - NASA:s rymdsond, Mars Odyssey börjar kartlägga Mars yta.
- 26 februari - Det meddelas att Christer Fugelsang skall få bli första svensken i rymden, och för ESA:s räkning skall få åka med en amerikansk rymdfärja till ISS.[1]
- Maj - Tre internationella grupper av astronomer har med var sin metod kommit fram till att det sannolikt finns vatten på Mars.[1]
- Juni - NASA meddelar från en presskonferens att ett planetsystem med 15 planeter runt stjärnan 55 Cancri, upptäckt 15 år tidigare av Geoffrey Marcy och Paul Butler.[1]
- Oktober-  Amerikanska forskare meddelar att man upptäckt himlakroppen Quaoar (officiellt namn: 2002 LM60) bortom Neptunus bana.[2]
- November - Det svenska teleskopet 1-M på La Palma levererar efter sex månaders drift de skarpaste bilderna på Solens fläckar någonsin.[2]

### Biologi
- Januari
  - De närmast föregående årens genetiska forskningar visar att människan varit sig lik i drygt 10 000 år. Dock är man oense om när det moderna mänskliga beteendet kom till.[1]
  - Klonade fåret Dolly har drabbats av ledgångsbesvär.[1]
- Februari - Forskare i Texas, USA lyckas för första gången klona en katt.[1]
- November - Svenska forskare har med DNA-teknik lyckats rekonstruera hundens utbredning över Jorden. Alla arter visar sig härstamma från vargtikar tämjda i sydöstra Asien 15 000 år tidigare.[2]

### Medicin
- Januari - Amerikanska forskare har funnit SIV, föregångaren till HIV, hos schimpanser då 48 stycken undersökts i Gombe nationalpark i Tanzania och Thaiskogen i Elfenbenskusten.[1]
- April
  - I Kanada har man genom att transplantera insulinceller till diabetiker lyckats bota 31 personer.[1]
  - I Sverige har Statens veterinärmedicinska anstalt fått patent på en gen hos det kvalster som orsakar rävskabb, en sjukdom som drabbar cirka 200 miljoner människor per år.[1]
- 23 april - Svenska forskare har upptäckt att cancerframkallande akrylamid skapas vid tillverkning av flera vanliga matvaror.[1]

## Pristagare
- Copleymedaljen: John Pople
- Darwinmedaljen: Peter och Rosemary Grant
- Davymedaljen: Neil Bartlett
- Fieldsmedaljen: Laurent Lafforgue och Vladimir Voevodsky
- Göran Gustafssonpriset:
  - Molekylär biologi: Jonas Frisén
  - Fysik: Olle Eriksson
  - Kemi: Lars Kloo
  - Matematik: Kurt Johansson
  - Medicin: Nils-Göran Larsson
- Ingenjörsvetenskapsakademien utdelar Stora guldmedaljen till Karl Johan Åström
- Nobelpriset:[3]
  - Fysik: Raymond Davis Jr., Masatoshi Koshiba och Riccardo Giacconi
  - Kemi: John Fenn, Koichi Tanaka och Kurt Wüthrich
  - Fysiologi/Medicin: Sydney Brenner, H. Robert Horvitz och John E. Sulston
- Penrosemedaljen: Walter Alvarez
- Steelepriset: Yitzhak Katznelson, Michael Artin och Elias Stein
- Turingpriset: Ronald Rivest, Adi Shamir och Leonard Adleman
- Wollastonmedaljen: Rudolf Trumpy [4]

## Avlidna
- 8 januari - Alexander Prochorow, nobelpristagare i fysik
- 6 februari - Max Perutz, 87, biolog
- 10 februari - Harold Furth, expert på plasmafysik och fission.
- 18 april - Thor Heyerdahl, 87, norsk upptäcktsresande.[1]
- 20 maj - Stephen Jay Gould, 60, paleontologi och evolutionsforskare
- 20 juni - Erwin Chargaff, biokemist
- 29 juni - Ole-Johan Dahl, 70, aktiv inom datavetenskapen
- 4 juli - Laurent Schwartz, 87, matematiker
- 6 augusti - Edsger Dijkstra, 72, nederländsk datavetare
- 18 oktober - Nikolai Rukavishnikov, kosmonaut
- 25 oktober - René Thom, 79, fransk matematiker och Fieldsmedaljör.

### Fotnoter
1. 1 2 3 4 5 6 7 8 9 10 11 12 13 14 15 16 17   När Var Hur 2003. DN
2. 1 2 3 4 5   När Var Hur 2004. DN
3. ↑  ”Nobelpriset”. http://nobelprize.org/nobel_prizes/lists/all/index.html. Läst 10 april 2011.
4. ↑  ”Geological Society”. Arkiverad från originalet den 5 juni 2011. https://web.archive.org/web/20110605102217/http://www.geolsoc.org.uk/gsl/society/history/page750.html. Läst 14 april 2011.